# Kanton Blois-3
Blois-3 is een kanton van het Franse departement Loir-et-Cher. Het kanton maakt deel uit van het arrondissement Blois.

## Gemeenten
Het kanton omvatte tot 2014 uitsluitend een deel van de gemeente Blois.
Na de herindeling van de kantons bij decreet van 21 februari 2014,  met uitwerking op 22 maart 2015, omvat het kanton volgende gemeenten:
- Blois  (zuidelijk deel)
- Candé-sur-Beuvron
- Chailles
- Chaumont-sur-Loire
- Le Controis-en-Sologne (deel)
- Monthou-sur-Bièvre
- Les Montils
- Rilly-sur-Loire
- Sambin
- Seur
- Valaire